# Jules Pelletier
Pour les articles homonymes, voir Pelletier (homonymie).
Jules Pelletier, né le 26 juin 1823 dans le 10e arrondissement de Paris et mort le 10 janvier 1875  à Neuilly-sur-Seine, est un fonctionnaire français.

## Biographie
Jules Bernard Joseph Pelletier est le fils de Pierre Joseph Pelletier, pharmacien, et de Geneviève Aglaé Vergez.
Il devient Conseiller d'état, secrétaire général au ministère des Finances auprès d'Achille Fould.
Il est Président de chambre à la cour des comptes.
En 1860, il est membre de l'Académie des beaux-arts, au fauteuil n°9 des membres libres.

## Distinctions
- Chevalier de la Légion d'honneur en 1851.
- Officier de la Légion d'honneur en 1856.
- Commandeur de la Légion d'honneur en août 1862.